# Lipinia miangensis
Lipinia miangensis är en ödleart som beskrevs av  Werner 1910. Lipinia miangensis ingår i släktet Lipinia och familjen skinkar. IUCN kategoriserar arten globalt som otillräckligt studerad. Inga underarter finns listade i Catalogue of Life.